# Большие десантные корабли проекта 1174
Большие десантные корабли проекта 1174 «Носорог» — англ. Ivan Rogov class — по кодификации НАТО — серия советских больших десантных кораблей (БДК) 1-го ранга  ближней и дальней морской зоны, предназначавшихся для высадки морских десантов на необорудованном побережье и переброски морем войск и грузов.
Головной корабль назывался «Иван Рогов».

## История разработки
Тактико-техническое задание на проектирование большого десантного корабля проекта 1174 «Носорог» было выдано в сентябре 1964 года. Как и в БДК проекта 1171, в новом проекте по требованию Главкома ВМФ СССР адмирала С. Г. Горшкова было заложено требование непосредственной высадки десанта на урез воды.

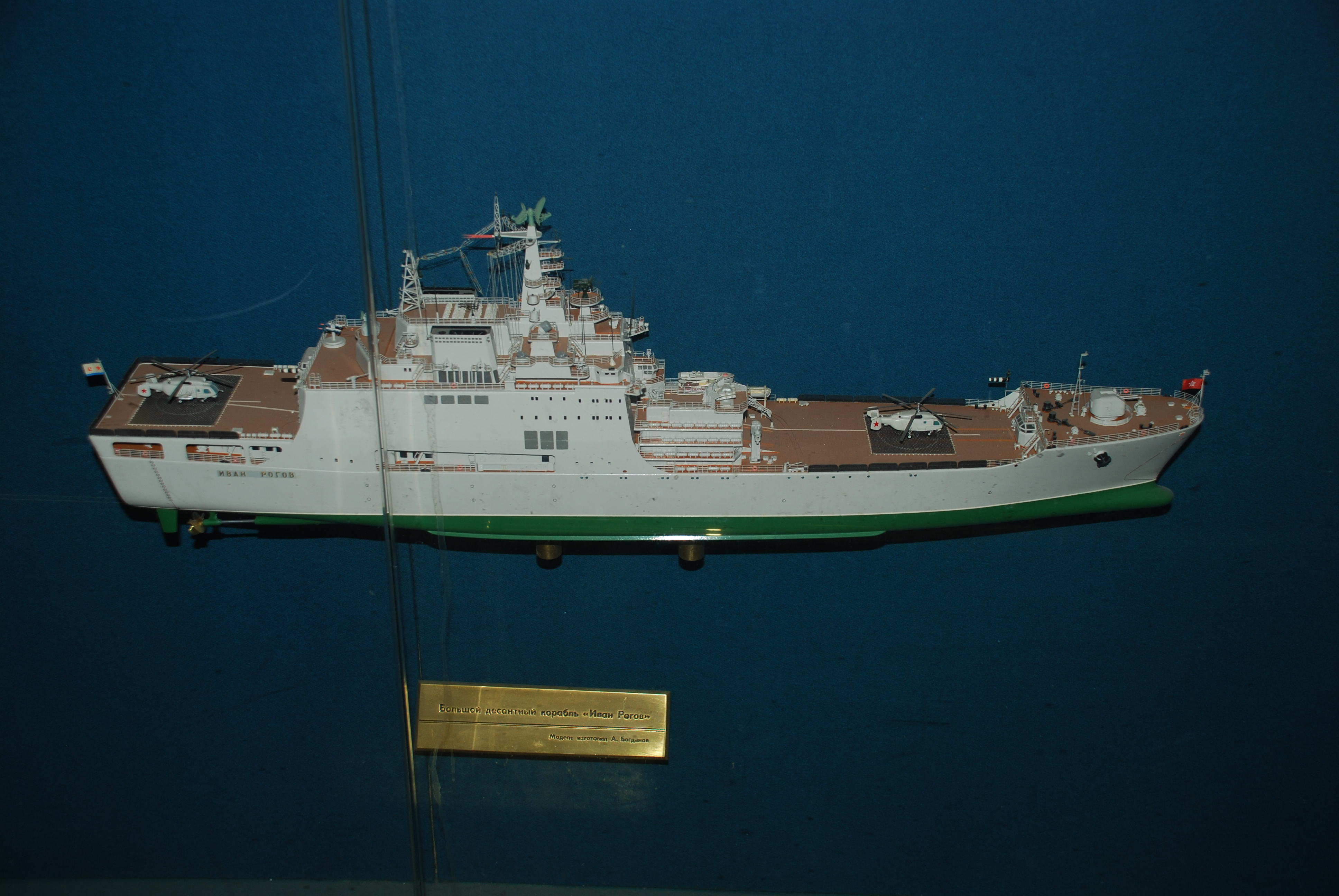
Модель из музея крейсера «Аврора» Автор модели — А. Богданов

Разработкой занималось Невское проектно-конструкторское бюро. Главным конструктором был назначен П. П. Милованов, а главным наблюдающим от ВМФ — капитан 2 ранга А. В. Бехтерев. В процессе проектирования появились сведения о программе строительства в США УДК типа «Тарава». Поэтому по указанию Главкома в проект вносились изменения. Появилась доковая камера и был увеличен состав авиагруппы. Эти изменения привели к созданию оригинального универсального десантного корабля при сравнительно небольшом водоизмещении. В разработке корабля принимали участие ЦНИИ имени академика А. Н. Крылова, Первый ЦНИИ МО СССР и другие организации. В октябре 1965 года был утверждён эскизный проект. А в мае 1968 года был утверждён технический проект.
Из-за постоянного изменения проекта головной БДК проекта 1174 «Иван Рогов» был построен на ССЗ «Янтарь» в городе Калининград только в 1978 году, через 14 лет после выдачи ТТЗ.
В окончательном варианте новый БДК мог высаживать десант с помощью носового высадочного устройства на необорудованное побережье или воду. Выход на воду боевой техники или морских пехотинцев на десантных катерах осуществлялся из доковой камеры с помощью кормового высадочного устройства. С помощью носовой сходни БДК был способен выполнять высадку на 17 % побережья, а с помощью катеров — до 40 %. Также высадка могла осуществляться четырьмя вертолётами типа Ка-29 (каждый может нести до 16 десантников) в любом месте.

## Конструкция
БДК проекта 1174 имеют полубак и развитую кормовую надстройку. Из-за этого они имеют довольно громоздкий вид. Необходимость наличия крупногабаритной надстройки вызвана использованием в качестве прототипа корпуса БДК проекта 1171 и необходимостью размещать новые объёмы, вызванные изменениями проекта, в надстройке.
Полное водоизмещение — 14 060 тонн. Дальность плавания на 18 узлах при нормальном запасе топлива составляет 4000 миль. При максимальном запасе топлива — 7500 миль. Автономность корабля по запасам провизии составляет 15 суток при перевозке 500 десантников и 30 суток при перевозке 250. Корабль также оснащён системами приёма жидких и твёрдых грузов в море.
Силовая установка
Главная энергетическая установка размещена эшелонно в двух бортовых отсеках и состоит из двух газотурбинных установок мощностью по 18 000 л. с., работающих на два гребных винта. Вспомогательные механизмы располагаются между газотурбинными агрегатами под стапель-палубой. Для питания бортовой электросети размещены шесть дизель-генераторов мощностью по 500 кВт. Максимальная скорость хода 20 узлов. Использование ГТУ потребовало решить проблему агрегатной замены двигателей, однако из-за неудачной общей компоновки корабля этот вопрос до конца так и не был решён.

## Десантные возможности

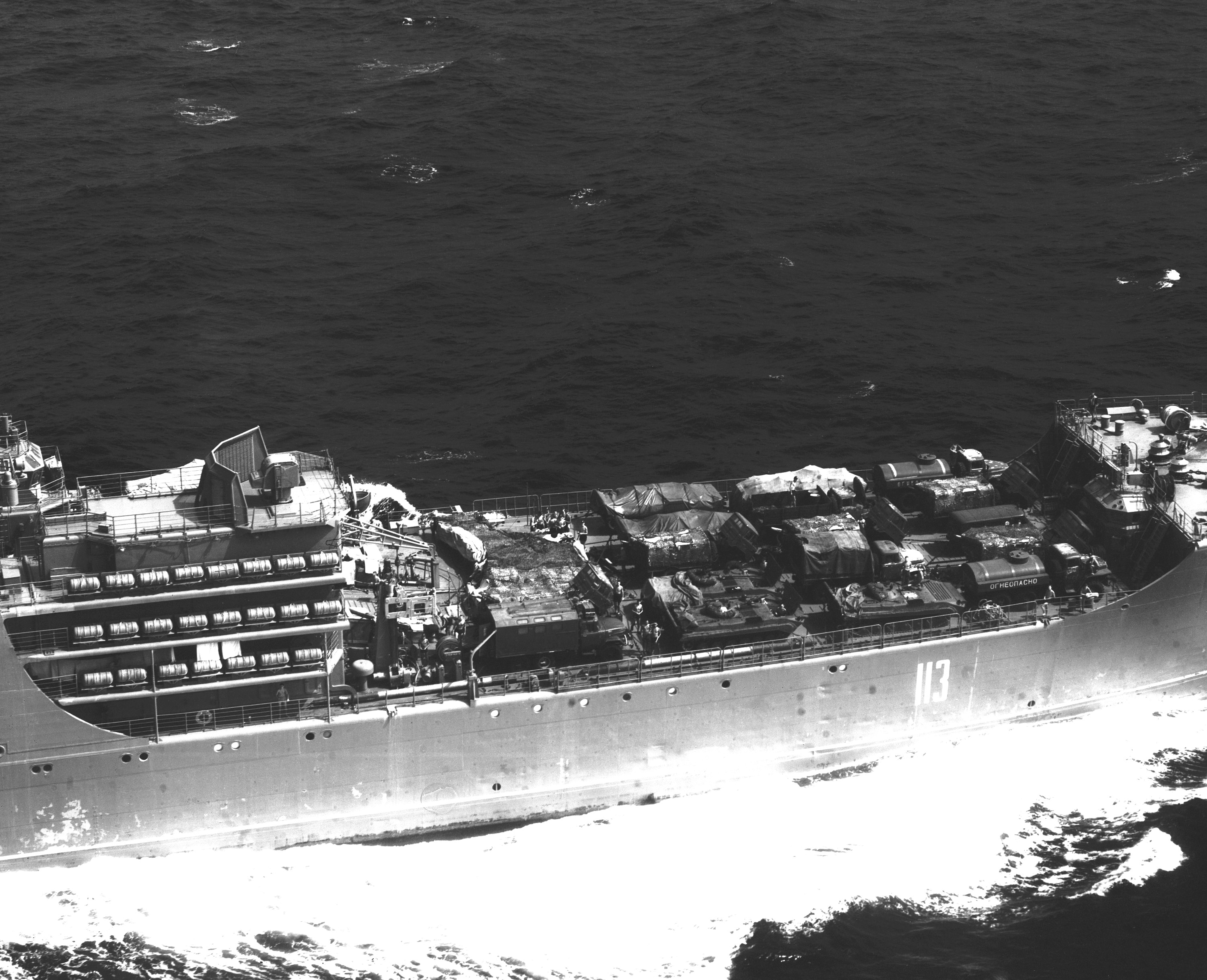
Бронетехника на борту БДК

В носовой части расположен танковый трюм длиной 54 м, шириной 12 м и высотой около 5 м. В кормовой части расположена доковая камера длиной 75 м, шириной 12 м и высотой около 10 м. Разница по высоте между двумя этими палубами составляет один твиндек.
В транце имеется герметичный откидной лацпорт, который в опущенном положении служит для погрузки техники с пирса при швартовке кормой. Лацпорт используется также для приёма и выгрузки плавсредств в доковую камеру. Техника перемещается по кораблю с помощью трёх сходен с гидравлическими приводами. Одна сходня расположена между доковой камерой и танковым трюмом и одновременно в поднятом положении служит переборкой между двумя этими помещениями. Ещё две сходни расположены между верхней и танковой палубами.
Носовое высадочное устройство состоит из раздвижных носовых ворот и выдвижной сходни длиной 32 метра. В походном положении сходня находится под верхней палубой и выдвигается с помощью гидравлического привода. В танковый трюм и доковую камеру при отсутствии в ней плавсредств может приниматься до 50 танков ПТ-76, либо 80 БТР и БМП, либо до 120 машин. Техника может быть погружена в любых сочетаниях. Личный состав десанта количеством до 500 человек может размещаться в нескольких кубриках и 4-местных офицерских каютах.

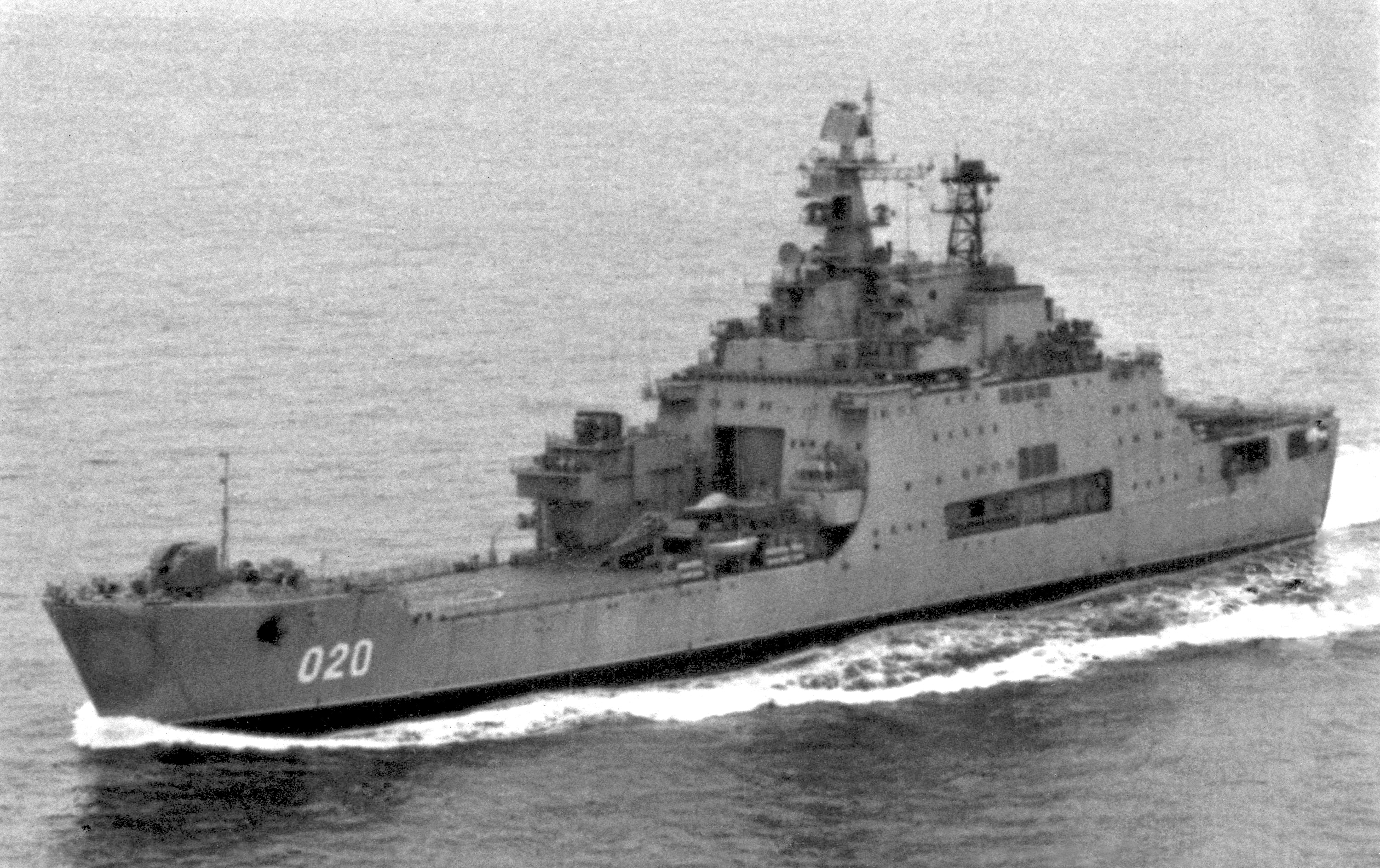
БДК «Митрофан Москаленко», 1994 год

Для выгрузки неплавающей техники в доковую камеру могут быть приняты десантные катера. В доковую камеру помещается до шести катеров проекта 1785 (скорость хода 7,5 узлов) или катеров проекта 1176 (10 узлов). Вместо них в доковую камеру могут помещаться три десантных катера на воздушной подушке проекта 1206 (до 50 узлов) или десантные катера на воздушной каверне проекта 11770 «Серна».

## Вооружение
Артиллерийское вооружение включает одну 76-мм артустановку АК-726 с РЛС управления «Турель» и четыре шестиствольных 30-мм автоматических пушки АК-630 с РЛС управления «Вымпел». На корабле размещена двухбалочная пусковая установка (ПУ) ЗРК «Оса-М» с боезапасом 20 ракет. Имеются четыре счетверённых ПУ (колонки МТ-4) для ПЗРК. Для огневой поддержки десанта используется одна установка РСЗО А-215 «Град-М».

## Состав серии
| Название            | Зав. № | Заложен | Спуск на воду | Ввод в строй | Флот | Текущий статус |
| ------------------- | ------ | ------- | ------------- | ------------ | ---- | --- |
| Иван Рогов          | 101    | 09.1973 | 31.05.1977    | 15.06.1978   | ТОФ  | Списан в 1996 году. Разобран на металл в сухом доке «Дальзавода» в 2004 году.                                                                                          |
| Александр Николаев  | 102    | 03.1976 | осень 1982    | 30.12.1982   | ТОФ  | С 1997 года в резерве. Выведен за штат в 2006 году. Прорабатывался вопрос восстановления и возвращение в боевой состав, но в 2016 году объявлен утилизационный тендер. |
| Митрофан Москаленко | 103    | 05.1984 | 1988          | 23.09.1990   | Сф   | Списан в 2006 Весной 2019 года отправлен на утилизацию. |